# X'Trapolis Tsíimin K’áak
El X'Trapolis Tsíimin K’áak es un tren diésel-eléctrico y dual. Forma parte de la familia de trenes suburbanos X'Trapolis de la francesa Alstom. Es utilizado para el Tren Maya. En total se construirán  42 trenes formados entre 4 y 7 coches cada uno.
La mañana del miércoles 30 de agosto de 2023, se realizaron las primeras pruebas de movimiento del material rodante, dos días antes del Quinto Informe de presidente Andrés Manuel López Obrador, junto con invitados encabezó el recorrido de supervisión a bordo del Tren Maya el viernes 1 de septiembre de 2023, las pruebas se realizaron entre Campeche y Yucatán.

## Historia

### Propuestas
En 2021, CAF y Alstom presentaron sus propuestas para la adquisición de 42 trenes que deberán atender la demanda de pasajeros del Tren Maya, cuyo fallo lo daría a conocer el Fondo Nacional de Fomento al Turismo el 26 de mayo de ese mismo año.
CAF México y Rubau México presentarían una oferta de 37 453 millones 811 999 pesos. Mientras que Bombardier Transportation México, Alstom Transport México, Gami Ingeniería e Instalaciones, Construcción Urales y Construcciones Urales Procesos Industriales, presentarían una propuesta de 36 563 millones 731 221 pesos.
Alstom le ganaría a la española CAF el contrato por 36,563 millones 731 221 pesos, esto pese obtener una menor puntuación técnica. La compañía francesa se impuso en el concurso internacional para suministrar 42 trenes.

### Construcción
El inicio de fabricación de los trenes empezó en septiembre de 2022 en las instalaciones de Alstom México, en su planta de Ciudad Sahagún,Estado de Hidalgo, y la primera caja se terminó en noviembre de 2022. El primer tren se entregó el 8 de julio de 2023.
El 8 de agosto de 2023 se hará el primer movimiento del tren, se espera que entre el 12 y 13 de agosto se puedan hacer las primeras pruebas dinámicas, que es poner el tren en la vía y comenzar a hacer los 15 mil kilómetros de pruebas. Se espera que en diciembre de ese año se tengan 13 trenes entregados, de los cuales seis de ellos estarán totalmente probados.
Alstom destacó que el primer convoy entregado está compuesto por 2 coches con motor y 2 coches remolques.
Se espera que en el último trimestre de 2024, Alstom entregue al Fondo Nacional de Fomento al Turismo (FONATUR) los 219 coches que completan el proyecto.

## Características
Los coches del tren tienen circuito cerrado de televisión, iluminación, aire acondicionado, cafetería, baños, internet, wifi, y amplias ventanas, además de espacios para personas con movilidad reducida, tanto en los asientos, como en el comedor y los camarotes. En aras de poder ofrecer,una experiencia de viaje confortable y única así como una confiabilidad avanzada.

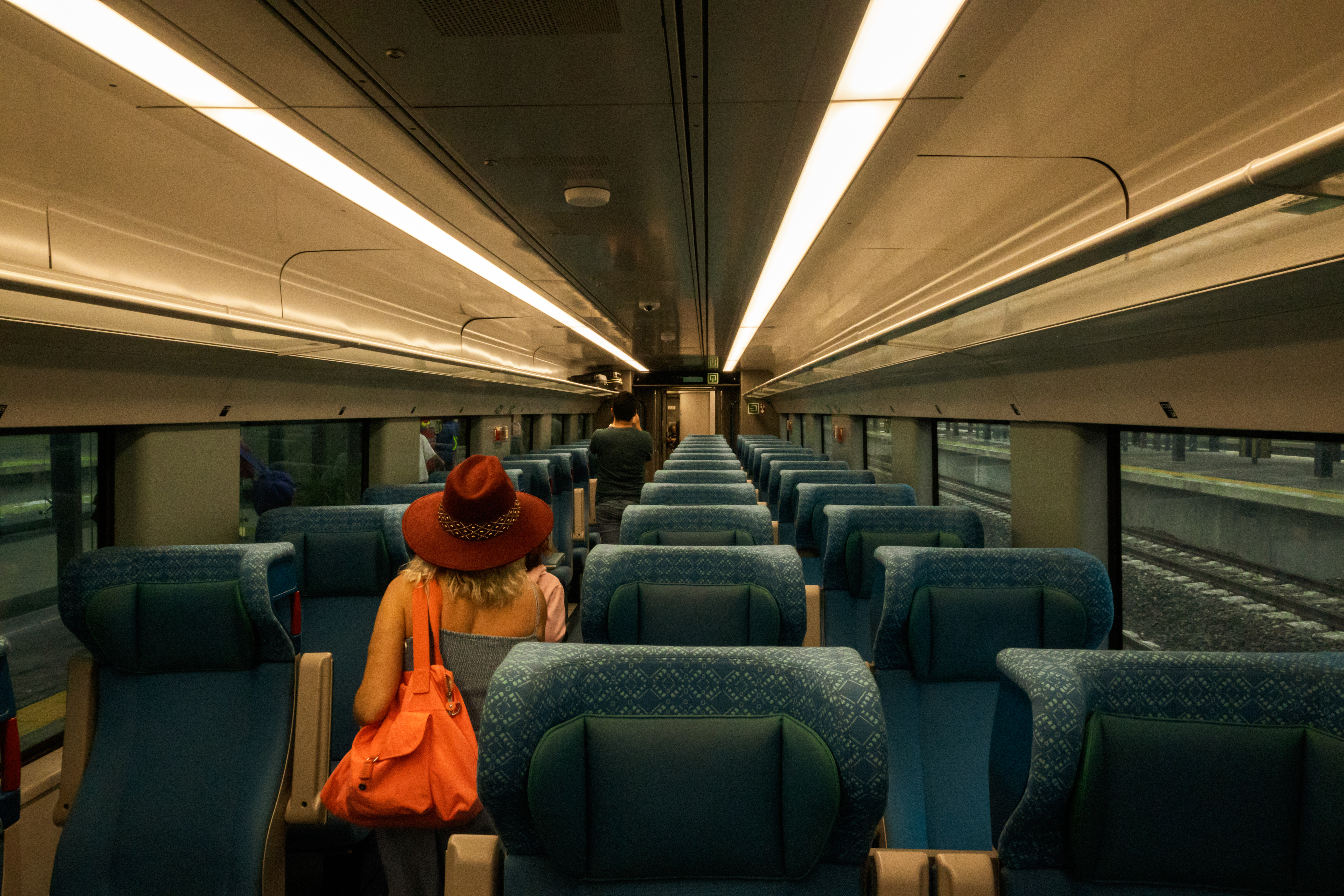
Asientos de clase premier en un coche del Tren Maya

Los trenes de este modelo, desde un inicio ya cuentan con tecnologías digitales avanzadas, como el sistema de control automático de trenes (ERTMS) ASFA en configuración tipo europea, esto para proporcionar una eficiencia óptima y altos niveles de seguridad.
Además, se desplegará HealthHub y TrainScanner, soluciones digitales para el mantenimiento predictivo, lo que permitirá el monitoreo continuo de las condiciones de los diferentes componentes del tren, la señalización y la infraestructura para garantizar la máxima confiabilidad y disponibilidad, al tiempo que se optimizan los costos del ciclo de vida de cada coche de tren. En resumen,esto servira para poder optimizar los mantenimientos preventivos y correctivos de las formaciones así como también eficientar la labor del maquinista que será encargado de asumir el mando del tren.
Un dato no menos importante, el tren, al ser híbrido diesel eléctrico, operaba con Diesel UBA en aras de poder reducir la huella de carbono. No obstante es posible escalar en el futuro los componentes mecánicos y electrónicos de gestión del motor diésel para poderlo operar con biodiésel en el futuro.

## Tipos de tren
Para el tren Maya, estas formaciones vienen en 3 configuraciones distintas según el tipo de servicio que se vaya a ocupar, a su vez se ofrece viajar en clase turista, clase premier y en zonas especiales para personas con movilidad reducida (PMR). Los trenes de pasajeros fueron diseñados por la empresa francesa Alstom, serán 42 carros de ferrocarril que tendrán un costo de 36,564 millones de pesos. Su fabricación es en la planta de Ciudad Sahagún, en Hidalgo.
Estándar o regular
Xiinbal («caminar» en maya): configuración estándar compuesta por trenes de 4 carros (capacidad 230 pasajeros) a 7 carros (430 pasajeros). Esta configuración está hecha para transporte interurbano dirigido al público en común y turismo que requiera movilidad a un costo más económico. Esta formación puede integrar un bar-cafetería (31 formaciones entre ambas configuraciones numéricas). Este servicio se ofrece a pasajeros locales frecuentes, pero también para los ocasionales y los turistas.
| Tipo                         | Imagen | # de coches | Composición                         | Composición                    | Composición | Composición          | Composición          | Composición | Composición | Capacidad                     | Cantidad de vehículos |
| Tipo                         | Imagen | # de coches | Vagón 1P                            | Vagón 2T                       | Vagón 2TP   | Vagón 3T             | Vagón 4T             | Vagón 5T    | Vagón 6T    | Capacidad                     | Cantidad de vehículos |
| ---------------------------- | ------ | ----------- | ----------------------------------- | ------------------------------ | ----------- | -------------------- | -------------------- | ----------- | ----------- | ----------------------------- | --------------------- |
| Xiinbal (Estándar o regular) |        | De 4 a 7    | Cabina de conductor y Clase premier | Clase turista, baño y bar-café | Entrada     | Clase turista y baño | Clase turista y baño | ?           | ?           | Máximo de 230 o 430 pasajeros | 31                    |

Restaurante
Janal («comer» en maya): configuración estándar compuesta por trenes de 4 carros (140 pasajeros) difiere de la configuración anterior por la adición de un coche restaurante y en el podrán servirse y degustarse platillos de la región a la que brinda servicio (8 formaciones sin cambios en tamaño de las mismas). Tendrá Paisajes Acuáticos al exterior, al interior hará referencia a la obra de Luis Barragán. “El restaurante ofrece dos opciones de diseño y varias configuraciones de asientos para permitir un uso óptimo del espacio en un hermoso escenario”.
| Tipo                | Imagen | # de coches | Composición                                        | Composición                   | Composición                   | Composición | Composición | Capacidad               | Cantidad de vehículos |
| Tipo                | Imagen | # de coches | Coche 1                                            | Coche 2                       | Coche 3                       | Coche 4     |             | Capacidad               | Cantidad de vehículos |
| ------------------- | ------ | ----------- | -------------------------------------------------- | ----------------------------- | ----------------------------- | ----------- | ----------- | ----------------------- | --------------------- |
| Janal (Restaurante) |        | 4           | Cabina de conductor, Clase premier y Mesas comedor | Clase turista y Mesas comedor | Clase turista y Mesas comedor | Restaurante | Restaurante | Máximo de 140 pasajeros | 8                     |

Largas distancias
P´aatal («permanecer» en maya): configuración estándar compuesta por trenes de 7 carros (260 Pasajeros). Esta es una configuración enfocada especialmente a trayectos o viajes de larga distancia. Cuenta con butacas reclinables, camarotes individuales con asientos convertibles en cama equipados con sanitario y regadera. También cuenta con carro restaurante (3 formaciones sin cambios en tamaño de las mismas).
| Tipo                     | Imagen | # de coches | Composición                         | Composición   | Composición   | Composición                      | Composición | Composición        | Composición           | Capacidad               | Cantidad de vehículos |
| Tipo                     | Imagen | # de coches | Coche 1                             | Coche 2       | Coche 3       | Coche 4                          | Coche 5     | Coche 6            | Coche 7               | Capacidad               | Cantidad de vehículos |
| ------------------------ | ------ | ----------- | ----------------------------------- | ------------- | ------------- | -------------------------------- | ----------- | ------------------ | --------------------- | ----------------------- | --------------------- |
| P’atal (Larga distancia) |        | 7           | Cabina de conductor y Clase premier | Clase premier | Clase turista | Bistró y Zonas especiales de PMR | Restaurante | Cocina y camarotes | Camarotes y regaderas | Máximo de 260 pasajeros | 3                     |